# Marcel Zeller
Marcel Zeller (* 13. August 1973 in Essen; † 25. November 2016 in Frankfurt am Main) war ein deutscher Boxer im Schwergewicht. Er kämpfte stets in einem Kilt, was ihm den Spitznamen „Highlander“ einbrachte.

## Laufbahn
Marcel Zeller gab sein Profidebüt am 8. Februar 2003 in Karlsruhe. Im Laufe seiner Karriere bestritt er 40 Kämpfe in Deutschland, Tschechien, Portugal, England, Schweiz, Türkei, Bosnien und Lettland, von denen er 24 gewann, 23 davon vorzeitig und 16 verlor. Dabei war er unter anderem Aufbaugegner von Cengiz Koç, Steffen Kretschmann, Tyson Fury, Edmund Gerber, Johnathon Banks, Erkan Teper und Enad Licina. Seinen letzten Kampf absolvierte er am 13. Februar 2016.

## Tod
Im November 2016 wurde Marcel Zeller tot in einem Frankfurter Hotelzimmer aufgefunden.